# Dolice (stacja kolejowa)
Dolice – stacja kolejowa w Dolicach, w województwie zachodniopomorskim.

## Ruch pasażerski
| Rok  | Wymiana pasażerska na dobę |
| ---- | -------------------------- |
| 2017 | 200-299                    |
| 2022 | 200-299                    |

## Połączenia
- Choszczno
- Krzyż
- Stargard
- Szczecin